# 塔贝里
塔贝里（瑞典語：Taberg）是瑞典延雪平省延雪平市镇的一个城镇，2010年时人口为4,392人。